# أل هاينز
أل هاينز (بالإنجليزية: Al Haynes) هو عسكري أمريكي، ولد في 1932 في باريس في الولايات المتحدة، وتوفي في 25 أغسطس 2019 في سياتل في الولايات المتحدة.